# Volksraad van de Oranje Vrijstaat
De Volksraad van de Oranje Vrijstaat (Afrikaans: Volksraad van die Oranje-Vrystaat) was het parlement van de Oranje Vrijstaat. Het was de wetgevende macht en het hoogste staatsrechtelijke orgaan van de republiek.

## Samenstelling
De Volksraad telde 52 tot 57 leden die de belangrijkste steden en districten in de republiek vertegenwoordigden. De leden moesten ouder dan vijfentwintig jaar zijn, onroerend goed bezitten ter waarde van £200, minstens twaalf maanden in de republiek woonachtig zijn, en mochten niet veroordeeld zijn voor een misdaad. De districten die waren vertegenwoordigd waren Bloemfontein, Fauresmith, Caledonrivier, Winburg, Harrismith, Kroonstad, Boshof, Bethulie, Philippolis en Jacobsdal.
De leden werden voor vier jaar gekozen, waarbij de helft van hen om de twee jaar aftrad.

## Vergaderingen
De Volksraad kwam jaarlijks bijeen in een gewone vergadering bijeen in Bloemfontein. Deze vergadering ving telkens aan op de eerste maandag van februari. Buitengewone zittingen werden gehouden indien dat nodig was.
In 1900, tijdens de Tweede Boerenoorlog, kwam de Volksraad bijeen in Kroonstad. Daarna was samenkomen niet langer mogelijk. De Volksraad werd officieel per 31 mei 1902 ontbonden toen Oranje Vrijstaat met het Verdrag van Vereeniging werd geannexeerd door het Britse Rijk.

## Bevoegdheden
De Volksraad was de wetgevende macht en het belangrijkste staatsrechtelijke orgaan van de Vrijstaat. De Volksraad kon de staatspresident in beschuldiging stellen voor elk vergrijp en hem uit zijn ambt zetten. In 1855 gebeurde dit bijvoorbeeld toen de Volksraad Josias Philip Hoffman dwong om af te treden.
In het geval van overlijden, aftreden of ontslag van de staatspresident kon de Volksraad een waarnemend president benoemen totdat er nieuwe verkiezingen werden gehouden.

## Voorzitters
De voorzitter van de Volksraad (Voorzitter van den Volksraad) werd jaarlijks gekozen.
| Voorzitter                             | Aanvang          | Aftreden         |
| -------------------------------------- | ---------------- | ---------------- |
| Josias Philip Hoffman                  | maart 1854       | 18 april 1854    |
| Henry J. Halse                         | 18 april 1854    | 4 september 1854 |
| Gert Petrus Visser                     | 4 september 1854 | 5 februari 1855  |
| Henry J. Halse                         | 5 februari 1855  | 27 augustus 1855 |
| Gerhardus Johannes du Toit             | 27 augustus 1855 | 2 februari 1857  |
| Esaias Reynier Snijman                 | 2 februari 1857  | 12 augustus 1857 |
| J.J. Hoffman                           | 12 augustus 1857 | 1 maart 1858     |
| Esaias Reynier Snijman                 | 1 maart 1858     | 18 februari 1859 |
| Gert Petrus Visser (waarnemend)        | 18 februari 1859 | 21 februari 1859 |
| Esaias Reynier Snijman                 | 21 februari 1859 | 6 februari 1860  |
| J. N. Uijs                             | 6 februari 1860  | 1860             |
| Gert Petrus Visser                     | 1861             | 1863             |
| Esaias Reynier Snijman                 | 1864             | 1864             |
| Gert Petrus Visser                     | 1865             | 1865             |
| Hendrik Oostewald Dreyer               | 5 februari 1866  | 29 maart 1866    |
| Gerhardus Johannes du Toit             | 7 mei 1866       |                  |
| Gert Petrus Visser                     | 1867             | 1875             |
| Tobias de Villiers                     | 1876             | 1876             |
| Gert Petrus Visser                     | 1877             | 1879             |
| Tobias de Villiers                     | 1879             | 1884             |
| John George Fraser                     | 1884             | 1896             |
| Christiaan Willem Hendrik van der Post | 1896             | 1897             |
| Cornelius Hermanus Wessels             | 1897             | 1899             |
| Johan Godfried Luyt                    | juni 1900        | juni 1900        |

## Parlementsgebouwen

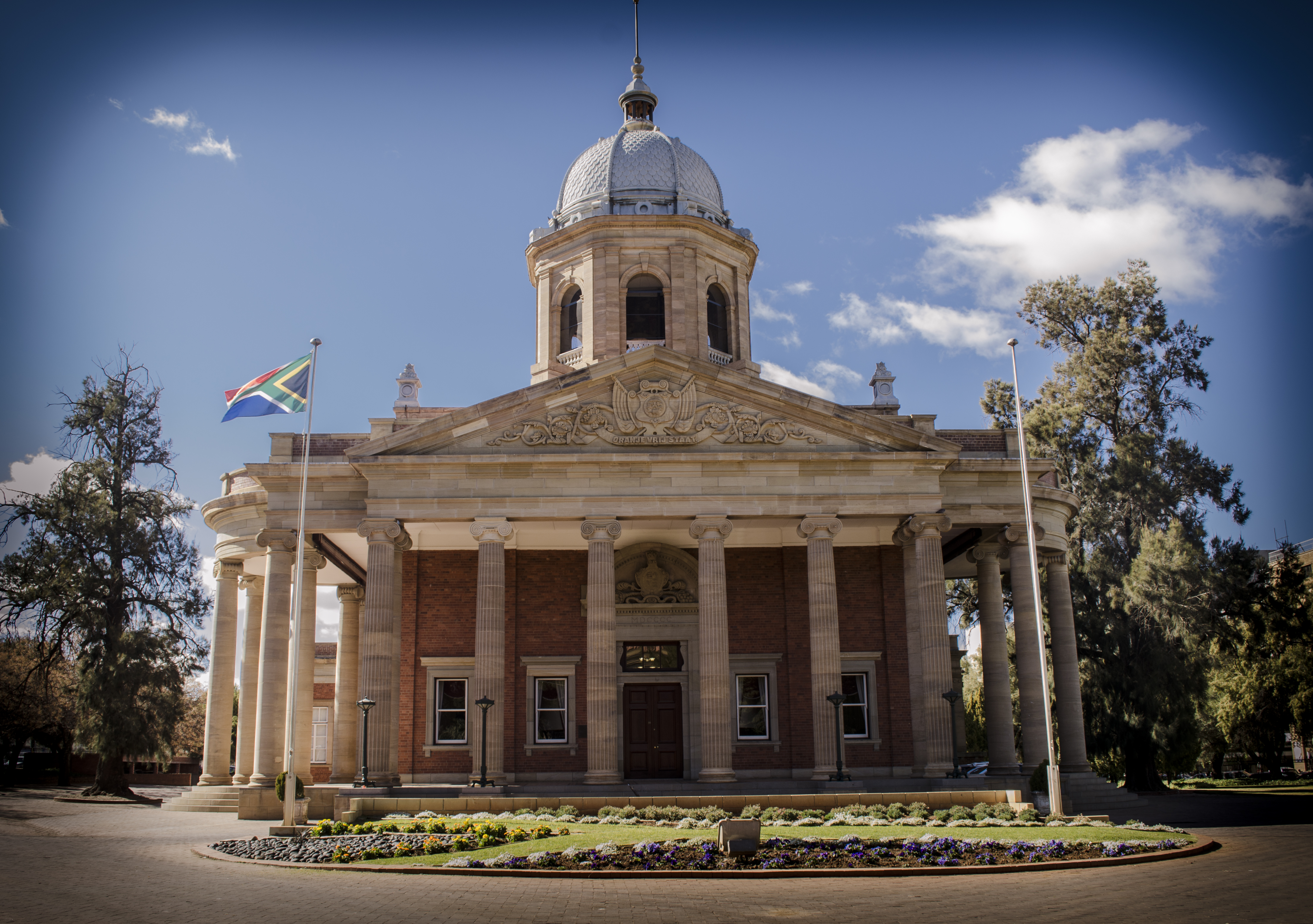
De vierde raadszaal

Gedurende zijn bestaan heeft de Volksraad vergaderd in vier verschillende gebouwen:
- 1854-1856: De eerste raadszaal aan de St Georgestraat. Dit gebouw bestaat anno 2024 nog steeds en is tegenwoordig een museum.
- 1856-1878: De tweede raadszaal aan de oostkant van het Hoffmanplein. Dit gebouw bestaat niet meer. Anno 2024 staat op deze plek een postkantoor.
- 1878-1893: De derde raadszaal aan de Merriam Makebastraat, voorheen de Bezuidenhoutstraat. Thans is hier gevestigd het Nationaal Afrikaans Literair Museum en Onderzoekscentrum.
- 1893: De vierde raadszaal aan de President Brandstraat. Dit gebouw bestaat nog steeds en wordt tegenwoordig gebruikt door de Provinciale Wetgevende Macht van Vrijstaat.